# Saravane (província)
Saravane ou Saravan ou Salavan é uma província do Laos. Sua capital é a cidade de Saravan.
Em 1983, a província foi desmembrada para a criação da província de Sekong.

## Distritos
- Lakhonpheng
- Toumlan
- Taoy
- Wapi
- Khongxedon
- Saravane
- Laongam
- Samuoi